# 云南木犀榄
云南木犀榄（学名：Olea yuennanensis）是木犀科木犀榄属的植物。分布在泰国以及中国大陆的贵州、四川、云南等地，生长于海拔800米至2,300米的地区，常生长在疏密林中及灌丛中，目前尚未由人工引种栽培。

## 别名
干状木犀榄、短柄木犀榄（植物分类学报） 旱生木犀榄（中国高等植物图鉴） 白桂花（云南）